# Siemaszkoa fennica
Siemaszkoa fennica är en svampart som beskrevs av Huldén 1983. Siemaszkoa fennica ingår i släktet Siemaszkoa och familjen Laboulbeniaceae.  Arten är reproducerande i Sverige. Inga underarter finns listade i Catalogue of Life.